# Carnaby Street
Carnaby Street er en gågade i Soho i London, England. Gaden, der ligger nær Oxford Street og Regent Street, er en velkendt forretningsgade. Carnaby Street er hjemsted for et utal af lifestylebutikker, designere og modeforretninger.

## Historie
Carnaby Street er opkaldt efter ejendommen Karnaby House, der ligger i gadens østlige ende og er opført i 1683. Hvorfra huset fik sit navn vides ikke. Gaden menes at være anlagt ca. samtidig, men er først endeligt udbygget med småhuse omkring 1690.
I 1958 åbnede den første tøjbutik i gaden, kaldet His Clothes. Ejeren hed John Stephen, og havde netop mistet sin hidtidige butik i Beak Street ved en brand. Snart fulgte butikker som I Was Lord Kitchener’s Valet, Kleptomania, Mates og Ravel.
I 1960'erne opnåede Carnaby Street en kolossal berømmelse i forbindelse med flower power, hippie-bevægelsen og beatmusikken. Mange modebutikker kom til og designere som fx Mary Quant holdt til her. Samtidig kom der en række restauranter og musiksteder med undergrundsmusik i Carnaby Street og kvarteret heromkring. Med bands som The Small Faces, The Who og Rolling Stones som fast tilbehør blev gaden snart et af de populæreste steder i det, som blev kaldt Swinging London.